# Gerichte in Sachsen 1879 bis 1945
Dieser Artikel behandelt die Gerichtsorganisation in Sachsen vom Inkrafttreten der Reichsjustizgesetze zum 1. Oktober 1879 bis zur Einstellung der Tätigkeit der Gerichte gegen Ende des Zweiten Weltkriegs.

## Ordentliche Gerichtsbarkeit
Zum 1. Oktober 1879 trat auch im Königreich Sachsen das Gerichtsverfassungsgesetz des Deutschen Reichs in Kraft und wurde durch Landesrecht umgesetzt. Ein Gesetz vom 1. März 1879 bestimmte die Errichtung eines Oberlandesgerichts mit Sitz in Dresden und von Landgerichten in Dresden, Leipzig, Bautzen, Zwickau, Chemnitz, Freiberg und Plauen. Eine Verordnung vom 28. Juli 1879 bestimmte die Bezirke der Landgerichte, ordnete die Bildung von 105 Amtsgerichten an und bestimmte auch deren Sitze und Bezirke.

### Amtsgerichte
Die folgende Tabelle zeigt die zum 1. Oktober 1879 im Königreich Sachsen bestehenden Amtsgerichte und ihre Zuordnung zu den Landgerichten:
| Landgericht          | Amtsgericht                      | Anmerkungen |
| -------------------- | -------------------------------- | --- |
| Landgericht Dresden  | Amtsgericht Dresden              | |
| Landgericht Dresden  | Amtsgericht Radeberg             | |
| Landgericht Dresden  | Amtsgericht Döhlen               | |
| Landgericht Dresden  | Amtsgericht Pirna                | Strafkammer für die Bezirke der Amtsgerichte Pirna, Schandau, Königstein, Lauenstein und Altenberg |
| Landgericht Dresden  | Amtsgericht Schandau             | |
| Landgericht Dresden  | Amtsgericht Königstein           | |
| Landgericht Dresden  | Amtsgericht Lauenstein           | |
| Landgericht Dresden  | Amtsgericht Altenberg            | aufgehoben zum 1. Januar 1932 |
| Landgericht Dresden  | Amtsgericht Meißen               | Strafkammer für die Bezirke der Amtsgerichte Meißen, Radeburg, Wilsdruff, Großenhain, Lommatzsch und Riesa |
| Landgericht Dresden  | Amtsgericht Großenhain           | |
| Landgericht Dresden  | Amtsgericht Lommatzsch           | |
| Landgericht Dresden  | Amtsgericht Riesa                | |
| Landgericht Dresden  | Amtsgericht Radeburg             | |
| Landgericht Dresden  | Amtsgericht Wilsdruff            | |
| Landgericht Leipzig  | Amtsgericht Leipzig              | |
| Landgericht Leipzig  | Amtsgericht Taucha               | aufgehoben zum 1. Januar 1934 |
| Landgericht Leipzig  | Amtsgericht Markranstädt         | |
| Landgericht Leipzig  | Amtsgericht Borna                | |
| Landgericht Leipzig  | Amtsgericht Zwenkau              | |
| Landgericht Leipzig  | Amtsgericht Grimma               | |
| Landgericht Leipzig  | Amtsgericht Frohburg             | |
| Landgericht Leipzig  | Amtsgericht Pegau                | |
| Landgericht Leipzig  | Amtsgericht Colditz              | |
| Landgericht Leipzig  | Amtsgericht Geithain             | |
| Landgericht Leipzig  | Amtsgericht Oschatz              | Strafkammer für die Bezirke der Amtsgerichte Oschatz, Strehla, Mügeln, Wurzen und Leisnig |
| Landgericht Leipzig  | Amtsgericht Strehla              | aufgehoben zum 1. Juli 1883 |
| Landgericht Leipzig  | Amtsgericht Mügeln               | |
| Landgericht Leipzig  | Amtsgericht Wurzen               | |
| Landgericht Leipzig  | Amtsgericht Leisnig              | |
| Landgericht Bautzen  | Amtsgericht Bautzen              | |
| Landgericht Bautzen  | Amtsgericht Löbau                | |
| Landgericht Bautzen  | Amtsgericht Neusalza             | |
| Landgericht Bautzen  | Amtsgericht Schirgiswalde        | |
| Landgericht Bautzen  | Amtsgericht Bischofswerda        | |
| Landgericht Bautzen  | Amtsgericht Kamenz               | |
| Landgericht Bautzen  | Amtsgericht Königsbrück          | |
| Landgericht Bautzen  | Amtsgericht Pulsnitz             | |
| Landgericht Bautzen  | Amtsgericht Stolpen              | |
| Landgericht Bautzen  | Amtsgericht Neustadt in Sachsen  | ab dem 1. Januar 1944 zum Landgericht Dresden |
| Landgericht Bautzen  | Amtsgericht Sebnitz              | ab dem 1. Januar 1944 zum Landgericht Dresden |
| Landgericht Bautzen  | Amtsgericht Zittau               | Strafkammer für die Bezirke der Amtsgerichte Zittau, Großschönau, Reichenau, Ostritz, Bernstadt, Herrnhut und Ebersbach; Kammer für Handelssachen für die Bezirke der Amtsgerichte Zittau, Löbau, Großschönau, Reichenau, Ostritz, Bernstadt, Herrnhut und Ebersbach |
| Landgericht Bautzen  | Amtsgericht Ostritz              | |
| Landgericht Bautzen  | Amtsgericht Reichenau            | aufgehoben zum 1. Juli 1883, zur Wiedererrichtung siehe Tabelle unten. |
| Landgericht Bautzen  | Amtsgericht Großschönau          | |
| Landgericht Bautzen  | Amtsgericht Bernstadt            | aufgehoben zum 1. Januar 1932 |
| Landgericht Bautzen  | Amtsgericht Herrnhut             | |
| Landgericht Bautzen  | Amtsgericht Ebersbach            | |
| Landgericht Zwickau  | Amtsgericht Zwickau              | |
| Landgericht Zwickau  | Amtsgericht Eibenstock           | |
| Landgericht Zwickau  | Amtsgericht Schneeberg           | |
| Landgericht Zwickau  | Amtsgericht Schwarzenberg        | |
| Landgericht Zwickau  | Amtsgericht Johanngeorgenstadt   | |
| Landgericht Zwickau  | Amtsgericht Wildenfels           | aufgehoben zum 1. Januar 1932 |
| Landgericht Zwickau  | Amtsgericht Kirchberg            | |
| Landgericht Zwickau  | Amtsgericht Werdau               | |
| Landgericht Zwickau  | Amtsgericht Crimmitschau         | |
| Landgericht Zwickau  | Amtsgericht Glauchau             | Kammer für Handelssachen für die Bezirke der Amtsgerichte Glauchau, Meerane, Werdau und Crimmitschau |
| Landgericht Zwickau  | Amtsgericht Meerane              | |
| Landgericht Zwickau  | Amtsgericht Waldenburg           | |
| Landgericht Zwickau  | Amtsgericht Hohenstein-Ernstthal | |
| Landgericht Zwickau  | Amtsgericht Lichtenstein         | |
| Landgericht Zwickau  | Amtsgericht Hartenstein          | aufgehoben zum 1.1.1932 |
| Landgericht Zwickau  | Amtsgericht Lößnitz              | aufgehoben zum 1.1.1932 |
| Landgericht Chemnitz | Amtsgericht Chemnitz             | |
| Landgericht Chemnitz | Amtsgericht Frankenberg          | |
| Landgericht Chemnitz | Amtsgericht Limbach              | |
| Landgericht Chemnitz | Amtsgericht Stollberg            | |
| Landgericht Chemnitz | Amtsgericht Mittweida            | |
| Landgericht Chemnitz | Amtsgericht Rochlitz             | |
| Landgericht Chemnitz | Amtsgericht Penig                | |
| Landgericht Chemnitz | Amtsgericht Waldheim             | |
| Landgericht Chemnitz | Amtsgericht Burgstädt            | |
| Landgericht Chemnitz | Amtsgericht Annaberg             | Strafkammer für die Bezirke der Amtsgerichte Annaberg, Augustusburg, Zschopau, Wolkenstein, Ehrenfriedersdorf, Scheibenberg und Oberwiesenthal |
| Landgericht Chemnitz | Amtsgericht Wolkenstein          | |
| Landgericht Chemnitz | Amtsgericht Ehrenfriedersdorf    | |
| Landgericht Chemnitz | Amtsgericht Scheibenberg         | |
| Landgericht Chemnitz | Amtsgericht Oberwiesenthal       | |
| Landgericht Chemnitz | Amtsgericht Augustusburg         | |
| Landgericht Chemnitz | Amtsgericht Zschopau             | |
| Landgericht Freiberg | Amtsgericht Freiberg             | |
| Landgericht Freiberg | Amtsgericht Brand                | |
| Landgericht Freiberg | Amtsgericht Frauenstein          | |
| Landgericht Freiberg | Amtsgericht Sayda                | |
| Landgericht Freiberg | Amtsgericht Dippoldiswalde       | ab dem 1. Januar 1944 zum Landgericht Dresden |
| Landgericht Freiberg | Amtsgericht Tharandt             | |
| Landgericht Freiberg | Amtsgericht Nossen               | |
| Landgericht Freiberg | Amtsgericht Hainichen            | |
| Landgericht Freiberg | Amtsgericht Roßwein              | |
| Landgericht Freiberg | Amtsgericht Döbeln               | |
| Landgericht Freiberg | Amtsgericht Oederan              | |
| Landgericht Freiberg | Amtsgericht Lengefeld            | |
| Landgericht Freiberg | Amtsgericht Zöblitz              | |
| Landgericht Freiberg | Amtsgericht Marienberg           | |
| Landgericht Plauen   | Amtsgericht Plauen               | |
| Landgericht Plauen   | Amtsgericht Pausa                | |
| Landgericht Plauen   | Amtsgericht Elsterberg           | |
| Landgericht Plauen   | Amtsgericht Treuen               | |
| Landgericht Plauen   | Amtsgericht Falkenstein          | |
| Landgericht Plauen   | Amtsgericht Markneukirchen       | |
| Landgericht Plauen   | Amtsgericht Adorf                | |
| Landgericht Plauen   | Amtsgericht Oelsnitz             | |
| Landgericht Plauen   | Amtsgericht Klingenthal          | |
| Landgericht Plauen   | Amtsgericht Auerbach             | |
| Landgericht Plauen   | Amtsgericht Reichenbach          | |
| Landgericht Plauen   | Amtsgericht Lengenfeld           | |

Die bei einigen Amtsgerichten gebildeten Strafkammern wurden bereits zum 1. Oktober 1880 wieder aufgelöst.
Später errichtet wurden folgende Amtsgerichte:
| Gericht                    | Landgericht          | errichtet zum | Anmerkungen               |
| -------------------------- | -------------------- | ------------- | ------------------------- |
| Amtsgericht Olbernhau      | Landgericht Freiberg | 01.04.1895    | [ 7 ]                     |
| Amtsgericht Reichenau      | Landgericht Bautzen  | 01.07.1898    | [ 8 ]                     |
| Amtsgericht Lausigk        | Landgericht Leipzig  | 01.07.1898    | [ 9 ]                     |
| Amtsgericht Jöhstadt       | Landgericht Chemnitz | 01.10.1899    | , aufgehoben zum 1.1.1932 |
| Amtsgericht Aue            | Landgericht Zwickau  | 01.11.1901    | [ 11 ]                    |
| Amtsgericht Zwönitz        | Landgericht Chemnitz | 01.12.1907    | [ 12 ]                    |
| Amtsgericht Kötzschenbroda | Landgericht Dresden  | 01.07.1910    | [ 13 ]                    |
| Amtsgericht Rötha          | Landgericht Leipzig  | 01.10.1910    | [ 14 ]                    |
| Amtsgericht Schöneck       | Landgericht Plauen   | 01.04.1914    | [ 15 ]                    |

## Arbeitsgerichtsbarkeit
Entsprechend dem Arbeitsgerichtsgesetz des Reichs von 1926 wurden in Sachsen zum 1. Juli 1927 Landesarbeitsgerichte in Dresden, Leipzig und Chemnitz sowie zwanzig Arbeitsgerichte errichtet. Die folgende Tabelle zeigt diese Arbeitsgerichte und ihre Zuordnung zu den Landesarbeitsgerichten:
| Gericht                    | Landesarbeitsgericht          | Anmerkungen |
| -------------------------- | ----------------------------- | --- |
| Arbeitsgericht Zittau      | Landesarbeitsgericht Dresden  | mit Zweigstellen in Ebersbach und Löbau                                                                                                 |
| Arbeitsgericht Bautzen     | Landesarbeitsgericht Dresden  | mit Zweigstellen in Bischofswerda und Kamenz                                                                                            |
| Arbeitsgericht Pirna       | Landesarbeitsgericht Dresden  | mit Zweigstelle in Sebnitz |
| Arbeitsgericht Dresden     | Landesarbeitsgericht Dresden  | mit Zweigstellen in Freital und Radeberg (Zweigstelle Radeberg bis zum 31. Dezember 1930, Zweigstelle Freital bis zum 29. Februar 1932) |
| Arbeitsgericht Freiberg    | Landesarbeitsgericht Dresden  | |
| Arbeitsgericht Meißen      | Landesarbeitsgericht Dresden  | |
| Arbeitsgericht Riesa       | Landesarbeitsgericht Dresden  | mit Zweigstelle in Großenhain |
| Arbeitsgericht Döbeln      | Landesarbeitsgericht Leipzig  | |
| Arbeitsgericht Wurzen      | Landesarbeitsgericht Leipzig  | mit Zweigstelle in Grimma |
| Arbeitsgericht Leipzig     | Landesarbeitsgericht Leipzig  | mit Zweigstelle in Borna |
| Arbeitsgericht Olbernhau   | Landesarbeitsgericht Chemnitz | mit Zweigstelle in Marienberg (diese bis zum 31.12.1928)                                                                                |
| Arbeitsgericht Annaberg    | Landesarbeitsgericht Chemnitz | |
| Arbeitsgericht Chemnitz    | Landesarbeitsgericht Chemnitz | mit Zweigstellen in Burgstädt und Limbach                                                                                               |
| Arbeitsgericht Glauchau    | Landesarbeitsgericht Chemnitz | mit Zweigstelle in Meerane (diese bis zum 31.12.1928)                                                                                   |
| Arbeitsgericht Zwickau     | Landesarbeitsgericht Chemnitz | mit Zweigstelle in Crimmitschau |
| Arbeitsgericht Aue         | Landesarbeitsgericht Chemnitz | mit Zweigstelle in Schwarzenberg (diese bis zum 31.03.1934)                                                                             |
| Arbeitsgericht Auerbach    | Landesarbeitsgericht Chemnitz | |
| Arbeitsgericht Reichenbach | Landesarbeitsgericht Chemnitz | |
| Arbeitsgericht Plauen      | Landesarbeitsgericht Chemnitz | |
| Arbeitsgericht Klingenthal | Landesarbeitsgericht Chemnitz | bis zum 31. Dezember 1930, danach Zweigstelle des ArbG Plauen, diese bestand bis zum 31. März 1934.                                     |

## Verwaltungsgerichtsbarkeit
Durch das Gesetz über die Verwaltungsrechtspflege vom 19. Juli 1900 wurde das Sächsische Oberverwaltungsgericht mit Sitz in Dresden errichtet. Zu Verwaltungsgerichten wurden die Kreishauptmannschaften bestimmt.

## Umsetzung nationalsozialistischer Gesetze
Zur Umsetzung des Reichserbhofgesetzes wurden zum 25. Oktober 1933 bei den Amtsgerichten Anerbengerichte errichtet. Beim Oberlandesgericht Dresden wurde ein Erbhofgericht gebildet. Die Anerbengerichte in Klingenthal und Oberwiesenthal wurden schon zum 31. Januar 1934 aufgehoben. Für den Amtsgerichtsbezirk Klingenthal war nun das Anerbengericht in Auerbach zuständig, für Oberwiesenthal das in Annaberg. 1941 wurde das Anerbengericht Rochlitz aufgehoben, an dessen Stelle das Anerbengericht Hohenelbe trat.
Durch Verordnung vom 29. Dezember 1933 wurden bei den Amtsgerichten Bautzen, Chemnitz, Dresden, Freiberg, Leipzig, Plauen und Zwickau Erbgesundheitsgerichte errichtet, beim Oberlandesgericht Dresden ein Erbgesundheitsobergericht.